# Căpruța, Arad
Căpruța (în maghiară Kaprucza) este un sat în comuna Bârzava din județul Arad, la limita între regiunile istorice Banat și Crișana, România.
Căpruța este situată la poalele Munților Zărand,  pe malul drept al Mureșului, prima atestare documentară a localității datând din anul 1350.
La recensământul din 2002, satul avea o populație de 314 locuitori.

## Vezi și
- Biserica de lemn din Căpruța